# De Thij
De Thij is een wijk in het westen van de Nederlandse gemeente Oldenzaal. De wijk bevindt zich ten westen van het centrum en wordt daarvan gescheiden door de provinciale rondweg. De wijk telde op 1 januari 2009 6.170 inwoners en was daarmee toen in bevolkingsaantal de grootste wijk van de gemeente Oldenzaal.
In de wijk bevinden zich een winkelcentrum, vijf basisscholen (waarvan één vrije school) en een school voor voortgezet onderwijs. Daarnaast is er een wijkcentrum en aan de westzijde van de wijk een sportcomplex.

## Oorsprong en opzet
Het grondgebied waarop het bebouwde deel van de wijk zich bevindt, behoorde oorspronkelijk tot de gemeente Losser. Op 1 juli 1955 werden grote delen ten noordwesten van Oldenzaal door de gemeente Oldenzaal geannexeerd ten behoeve van de naoorlogse uitbreiding van de stad. Het onbebouwde deel in het uiterste westen van de wijk behoorde tot 2001 tot de gemeente Weerselo. Dit grondgebied werd bij de gemeentelijke herindeling van 2001 niet bij de nieuwe gemeente Dinkelland gevoegd, maar omwille van mogelijke uitbreidingsmogelijkheden bij de gemeente Oldenzaal gevoegd. De wijk is vernoemd naar een es met dezelfde naam waarop de wijk gebouwd is.
De wijk is de oudste van de drie wijken ten noordwesten van het stadscentrum. De wijk is in twee fasen gebouwd. De oudste fase is eind jaren 60 gebouwd langs de rondweg. De straatnamen in deze fase verwijzen naar dichters en schrijvers (Nicolaas Beetslaan, Frederik van Eedenstraat) en bekende Twentenaren (Vloedbeldlaan, Jan Jansstraat). Voor de tweede fase, welke begin jaren 70 is gebouwd wordt gebruikgemaakt van lokale geografische namen (Zandhorstlaan, Hunenveldlaan).

## Verkeer en vervoer
De belangrijkste ontsluitingswegen van de wijk zijn de Vondellaan, Johanna van Burenlaan, Cato Elderinklaan en Schipleidelaan, welke in de vorm van een vierkant door de wijk verlopen. Via de Ossemaatstraat bestaat een verbinding met het stadscentrum en de N342 richting Hengelo en Denekamp. De Gammelkerstraat zorgt voor een ontsluiting richting de buurtschap Gammelke en de N738 richting Weerselo, Deurningen en Saasveld.
Door de wijk loopt één buslijn, de dienst op deze buslijn wordt verzorgd door RRReis van Arriva:
- Lijn 60: Enschede Centraal Station - Oldenzaal Station

## Geboren
- Tim Breukers (1987), voetballer

Stad: Oldenzaal      Voormalige buurtschap: Berghuizen

Woonwijken: De Essen · De Thij · Graven Es · Zuid-Berghuizen     
Bedrijventerreinen: De Eekte · Hanzepoort · Het Hazewinkel · Jufferbeek

Overijssel · Steden en dorpen in Overijssel      Nederland · Provincies · Gemeenten